# Air Djibouti
Air Djibouti, nota anche come Red Sea Airlines, è la compagnia di bandiera del Gibuti. Volò per la prima volta nel 1963 e cessò le operazioni nel 2002. Nel 2015, la compagnia aerea è stata rilanciata, prima come compagnia cargo e poi, nel 2016, anche con servizi passeggeri. Ha sede nella capitale, Gibuti.

## Storia

### Air Djibouti S.A. (1963-1970)
Air Djibouti fu fondata con la denominazione completa e registrata Compagnie Territoriale de Transports Aériens de la Côte Française des Somalis S.A. nell'aprile 1963 da B. Astraud, che aveva in precedenza operato un servizio di aeroambulanza in Madagascar e che credeva che il territorio fosse in condizione di sostenere una presenza aerea stabile che avrebbe contribuito a rafforzare il l'economia. Le operazioni su base regolare schedulata iniziarono nell'aprile 1964 con una flotta di un Bristol 170, un De Havilland DH.89 e due Beechcraft Model 18, inizialmente servendo Dikhil, Obock e Tadjoura. Un nuovissimo Douglas DC-3 aiutò la compagnia aerea ad avviare i servizi tra Dire Dawa e Aden, Addis Abeba e Taiz. Il successo di questi servizi spinse la compagnia ad acquistare altri cinque DC-3 da Air Liban, che sostituirono rapidamente gli aerei più piccoli della flotta. Il trasporto di posta e personale per il governo e voli charter e Hajj integravano le entrate del vettore. Un Aérospatiale Alouette III a cinque posti venne acquistato nel 1969.

### Air Djibouti-Red Sea Airlines (1971-2002)

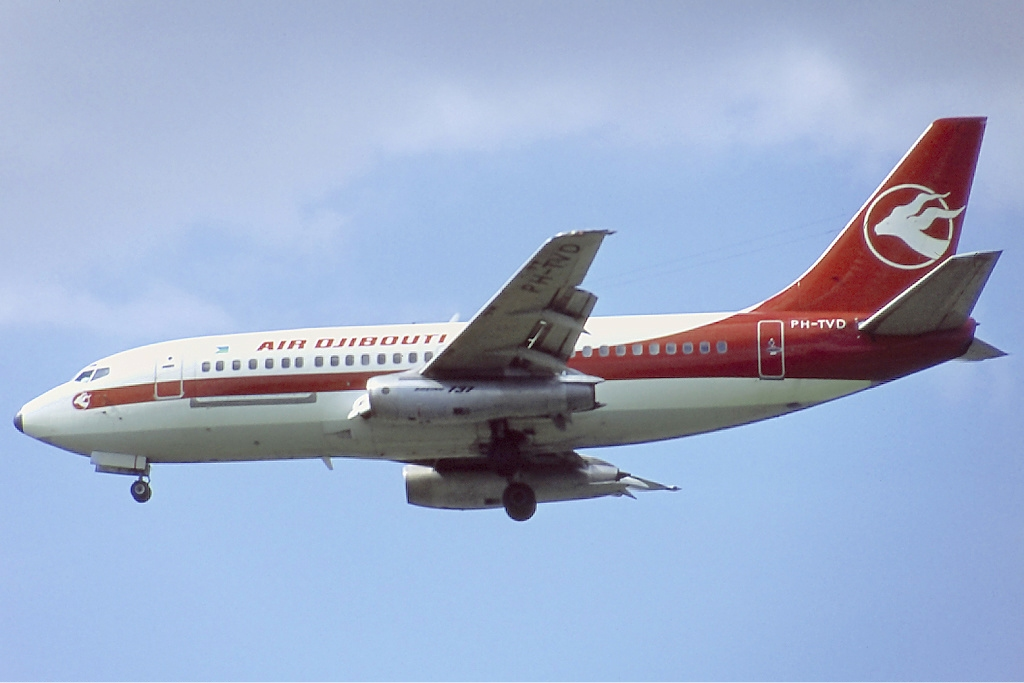
Un Boeing 737-200 nel 1980.

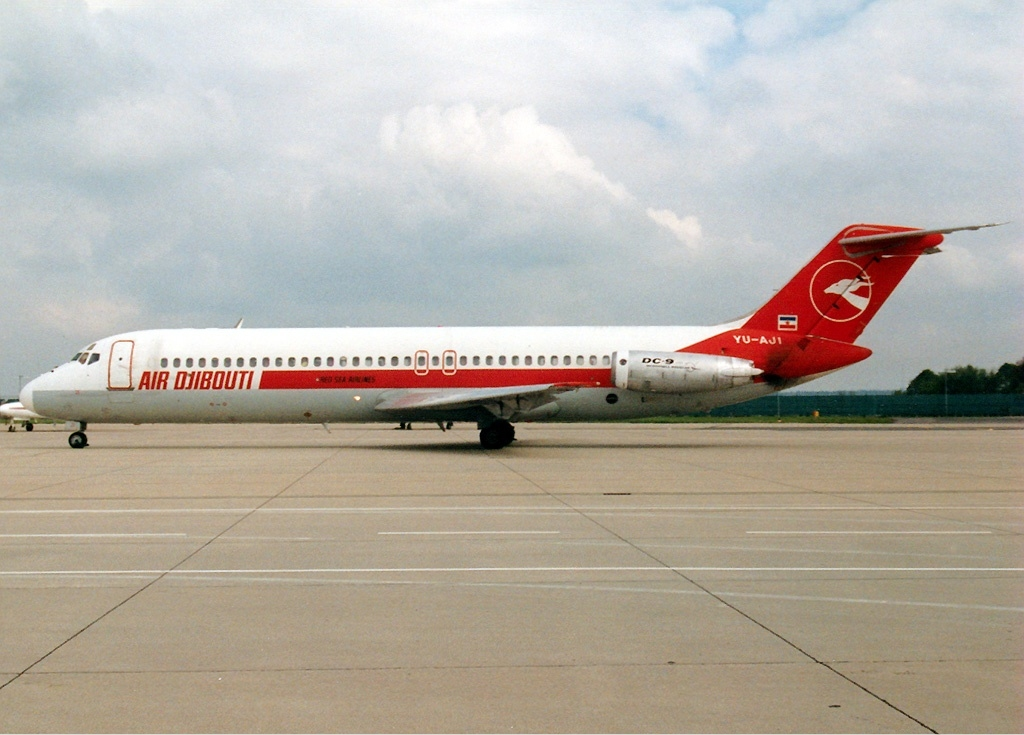
Un Douglas DC-9 nel 1991.

Air Djibouti-Red Sea Airlines fu costituita nell'aprile 1971 fondendo assieme Air Somalie (costituita da Air France e Les Messagéries Maritimes nel 1962) e la sopramenzionata aerolinea. Nel 1977, in seguito all'indipendenza di Gibuti, il governo incrementò la propria partecipazione nel vettore al 62,5%; Air France deteneva il 32,29% e banche e investitori privati mantennero il resto. Nel luglio 1980, il numero dei dipendenti era di 210 e la flotta era composta da due Twin Otter. In quel momento, una rete domestica era servita insieme a voli internazionali per Aden, Hodeida e Taiz; anche Addis Abeba, Il Cairo e Jeddah erano servite in collaborazione con Air France. Con una flotta di due DC-9-30 e due Twin Otter, nel marzo 1990 Air Djibouti aveva Abu Dhabi, Aden, Addis Abeba, Il Cairo, Dire Dawa, Hargeisa, Jeddah, Nairobi, Parigi, Roma e Sana'a come parte della propria rete internazionale, e volava a livello nazionale verso Obock e Tadjoura. Si aggiunsero anche aerei più capienti quali Boeing 727 e Boeing 737 mentre le linee meno affollate venivano soddisfatte con De Havilland Canada DHC 8. Il presidente era Aden Robleh Awaleh. La compagnia aerea cessò le operazioni nell'aprile 1991.

### Air Djibouti (1997-2002)
Il vettore fu rifondato nel 1997 e le operazioni ripresero nel luglio 1998 utilizzando un Airbus A310-200 da 194 posti in leasing. Nel marzo 2000, l'A310 venne inserito su rotte per Addis Abeba, Asmara, Il Cairo, Dar-es-Salaam, Dubai, Jeddah, Johannesburg, Karachi, Khartoum, Mogadiscio, Mombasa, Muscat, Nairobi, Roma e Taiz. Un modesto Antonov 24 si occupava del traffico minore. Le attività, mai contraddistinte da risultati positivi, cessarono nel 2002.

### Air Djibouti SAS (2015-2016)
Air Djibouti fu ricostituita (era la quarta volta!) nel febbraio 2015 con Aboubaker Omar Hadi presidente e Mario Fulgoni amministratore delegato. Era inoltre supportata dalla Cardiff Aviation, con sede nel Galles meridionale. Le prime attività di volo furono intraprese nell'estate successiva con Boeing 737 ed Embraer ERJ 145. Alla fine dell'anno la società rilanciava anche i servizi merci con un Boeing 737F. Il governo desiderava infatti sfruttare il paese come centro logistico e commerciale regionale per il commercio in Africa Orientale e aveva scelto di ricreare un vettore aereo come parte di questo piano.

## Flotta

### Flotta attuale
A giugno 2023 la flotta di Air Djibouti è così composta:

### Flotta storica
Air Djibouti operava in precedenza con i seguenti aeromobili:
- Airbus A310-200
- Beechcraft Model 18
- Boeing 737-200
- Boeing 737-400
- Boeing 737-500
- Bristol Freighter
- British Aerospace 146
- De Havilland Canada DHC-6 Twin Otter
- De Havilland Dragon Rapide
- Douglas DC-3
- Douglas DC-9-30
- Fokker F100